# نسبت (فلسفه)
نسبت‏ (انگلیسی: Relation)، نسبت در اصطلاح فیلسوفان عبارت است از: «وجود ارتباط بین دو شیء» و یکی از مفاهیم بنیادی عقل است.

## نسبت
نسبت یا نسبت توافق است، یا تشابه یا تماثل یا تعلّق؛ مثلاً می‌گویند: بین ما دو نفر نسبت محبت برقرار است.
نسبت ثبوتی عبارت است از ثبوت چیزی برای چیز دیگر مثل ثبوت محمول برای موضوع. این نسبت ایجابی است.
نسبت سلبی عبارت است از نفی چیزی از چیزی مانند سلب محمول از موضوع، این نسبت سلبی است. شیء اول را منسوب و شیء دوم را منسوب الیه گویند و ادراک این نسبت را حکم گویند و اتحاد در نسبت را مناسبت یا تناسب گویند.
نسبت ایجابی در مقابل نسبت سلبی است.

## نسبت حکمیه‏
نسبت حکمیه، نسبت و ارتباط میان موضوع و محمول است یا نسبت خبریه است که مورد حکم و تصدیق است اعم از آنکه ثبوتی ایجابی باشد یا سلبی

## نسبت خارجیه
نسبت خارجیه در مقابل نسبت عقلیه است و آن در صورتی است که نسبت حکمیه خبریه در قضیه مطابق ماده خارجی و نسبت نفس الامری آن باشد و بالجمله اگر گفته شود انسان حیوان است بالضروره نسبت حیوانیت به انسان در خارج درست است یعنی از امور واقعی است که خارج از ذهن و عقل هم هست این نسبت یعنی ضرورت حیوانیت برای انسان هست این گونه نسبت‌ها را خارجی گویند در مقابل ذهنی و عقلی چنان‌که اگر گویند انسان جماد است نسبت ذهنی است فقط چه در خارج درست و صادق نباشد.

## نسبت متکرره
نسبت متکرره عبارت از نسبتی است که به قیاس به امری دیگر معقول بود.